# Don't Turn Around
«Don't Turn Around» (en español: No te des la vuelta) es una canción escrita por el británico Albert Hammond y la estadounidense Diane Warren. Fue publicada en agosto de 1986 como lado B de Typical Male, sencillo de Tina Turner e incluida luego en su álbum The Collected Recordings: Sixties to Nineties, publicado en 1994, además de aparecer en el musical jukeboxTina: The Tina Turner Musical desde 2018.
Desde entonces ha sido versionada por numerosos artistas, entre ellos: Luther Ingram en 1987, Aswad en 1988, Bonnie Tyler en 1988, Eyes en 1990, Neil Diamond en 1991 y Albert Hammond en 2010.
La versión de Ace of Base, lanzada en 1993, es la más exitosa de todas.

## Versión de Aswad
El grupo de reggae británico Aswad escuchó la versión de Luther Ingram y lanzó una versión el 10 de febrero de 1988. Esta versión samplea un verso del sencillo de 1964 de los Righteous Brothers "You've Lost That Lovin' Feelin'", así como elementos de la canción que se parecen mucho a los del sencillo de 1967 de Erma Franklin "Piece of My Heart". 
La canción fue lanzada como el primer sencillo de su undécimo álbum, Distant Thunder (1988), y llegó al número uno en la UK Singes Chart del Reino Unido en marzo de 1988. También alcanzó el número uno durante dos semanas consecutivas en Nueva Zelanda en junio de 1988. Llegó a la listas de los 10 más exitosos en Bélgica, Irlanda, Noruega, Países Bajos y alcanzó el número 45 en el Billboard Hot R&B/Hip-Hop Songs.

### Posicionamiento en listas
| Lista (1988)                                     | Máxima posición |
| ------------------------------------------------ | --------------- |
| Alemania (Offizielle Deutsche Charts)            | 29              |
| Australia (ARIA)                                 | 34              |
| Bélgica (Flandes) (Ultratop 50)                  | 6               |
| Estados Unidos Hot R&B/Hip-Hop Songs (Billboard) | 45              |
| Irlanda (IRMA)                                   | 4               |
| Nueva Zelanda (Recorded Music NZ)                | 1               |
| Noruega (VG-lista)                               | 10              |
| Países Bajos (Dutch Top 40)                      | 5               |
| Reino Unido (UK Singles Chart)                   | 1               |
| Suiza (Schweizer Hitparade)                      | 13              |

## Versión de Ace of Base
En 1993 el grupo de pop sueco Ace of Base, grabó una versión en clave menor para su álbum debut en los Estados Unidos: The Sign.
Fue la continuación de su sencillo de gran éxito «The Sign» y también se incluyó en el relanzamiento de Happy Nation el mismo año. Su versión alcanzó el número uno en Canadá, el cuatro en los Estados Unidos (donde fue la tercera canción más popular en el verano de 1994) y el puesto cinco en el Reino Unido.

### Historia
| I thought it was too much in major. We thought, 'If [Arista] really wants us to do it, why not?' The lyrics were good. We thought if we can transform it a bit into minor, in the chorus and so on, it could be OK.—Jonas Berggren talking to Billboard about the song. |

Después del gran éxito del álbum debut europeo de la banda, Happy Nation, el sello Arista Records quiso lanzarlo con algunas pistas nuevas para el mercado estadounidense. Sugirieron que Ace of Base debería hacer una versión de "Don't Turn Around" del grupo de reggae británico Aswad. 
Fue grabado y producido en los estudios Tuff de Gotemburgo, Suecia. Esta versión tiene un segmento de rap realizado por Ulf Ekberg, género nunca incluido en otras.

### Crítica
El editor de AllMusic, Stephen Thomas Erlewine, afirmó que con sencillos como " All That She Wants ", " The Sign " y "Don't Turn Around", "es fácil ver por qué fueron éxitos: el ritmo es implacable y los ganchos suenan incesantemente". pegadizo."  Annie Zaleski de The AV Club dijo que Ace of Base le dio a la canción "una vibra enérgica y alegre que roza lo tropical". Larry Flick de Billboard escribió que el fenómeno del pop sueco "volverá a brillar en el Hot 100 con su lectura ligera y elegante de una melodía popularizada por Aswad ". Agregó que "las voces delgadas pero inofensivas se colocan sobre el tipo de arreglo de pop / reggae inteligente con sintetizadores al que se suscriben regularmente los 40 mejores programadores".  Troy J. Augusto de Cash Box comentó: "¿Pueden estos creadores de éxitos suecos lograr tres por tres? Puedes apostar por ello, con el lanzamiento del próximo sencillo del gran éxito del cuarteto, The Sign, una canción popularizada en los círculos del reggae por Aswad. Seguirá a los gustos de Big Mountain, etc., en las listas de éxitos con su mezcla de reggae y dance ligero, fácil de escuchar y con sabor a sintetizador". También lo consideró un "potencial éxito de verano", y agregó: "Uno tiene que preguntarse. "¿Qué hay en el agua en Arista ? !"" .  David Browne de Entertainment Weekly declaró que la canción "la alegremente abandonada" es " Europop preeminente, todos ganchos estridentes, ritmos acelerados y un canto exuberante que recuerda a las porristas suecas en un cabaret de ABBA ". 
Dave Sholin de Gavin Report señaló que "por tercera vez en el plato, este sensacional cuarteto pop se trata de hacer un viaje por las bases con lo que es otro jonrón seguro".  El escritor musical James Masterton escribió en su comentario semanal en las listas de éxitos del Reino Unido: "La versión de Ace Of Base toma prestado del arreglo de Aswad, pero lo transforma aún más de ser la simple canción pop que era originalmente en una balada triste, oscura y misteriosa. Si es tan grande como los éxitos anteriores está abierto a dudas, pero obtiene mi voto por simplemente atreverse a reinterpretar la canción de manera tan drástica. ¿Estás escuchando Big Mountain?"  Mario Tarradell de Miami Herald lo describió como "inocuo". Alan Jones de Music Week calificó la canción con cuatro de cinco, y señaló que "el éxito de la lista de Aswad se despoja de gran parte de su melodía y se le da un trabajo de gran percusión para encajar en el molde Ace Of Base. Los fanáticos de su sonido lo aprobarán de todo corazón, y otro éxito en el Top 10 parece inevitable".  Un crítico de The Network Forty dijo que la canción es "otro éxito de buena fe", y la felicitó como "puro pop".  Bob Waliszewski de Plugged In escribió que "Don't Turn Around" y "The Sign" "demuestran fuerza a raíz del rechazo romántico". La Guía de álbumes de Rolling Stone la describió como "una canción funky de Diane Warren ". Chuck Campbell de Scripps Howard News Service lo llamó un número de "ritmo reggae".

### Popularidad
"Don't Turn Around" fue un gran éxito en todo el mundo y sigue siendo una de las canciones más exitosas de Ace of Base hasta la fecha. Alcanzó el número uno en la lista RPM Top Singles en Canadá, y tanto en el Billboard Adult Contemporary de Estados Unidos como en el "Cash Box" Top 100. En Europa, llegó al top ten en Austria, Dinamarca, Finlandia, Alemania, Islandia, Irlanda, los Países Bajos, Escocia, Suecia y el Reino Unido, así como en Eurochart Hot 100, donde alcanzó el puesto número siete. En el Reino Unido, "Don't Turn Around" alcanzó el número cinco en su tercera semana en la lista de sencillos del Reino Unido, el 19 de junio de 1994. Además, fue un éxito Top 20 en Bélgica, Francia y Suiza. Fuera de Europa, el sencillo también alcanzó el puesto número dos en la lista RPM Dance/Urban, el número tres en Israel, el número cuatro en el Billboard Hot 100 de EE. UU., el número ocho en Nueva Zelanda y el número 19 en Australia. Obtuvo una certificación de oro en Alemania, Nueva Zelanda y Estados Unidos con ventas de 250.000, 5.000 y 500.000 sencillos, respectivamente.

### Airplay
Ingresó a la lista de reproducción europea Border Breakers en el top 20 el 2 de abril de 1994, debido a la reproducción cruzada en Europa Central y alcanzó el número 1 dos veces, primero el 4 de junio y luego del 23 de julio.
En ambas ocasiones se mantuvo en la máxima posición durante dos semanas. Junto con «The Sign» monopolizó el puesto número uno o dos en Border Breakers, durante 36 semanas.

### Legado
En 2014 Idolator la incluyó en el puesto 16 de su lista Los 50 mejores sencillos pop de 1994 y escribió: «Desde su introducción hablada hasta su enganche de flauta de Pan increíblemente pegadiza, la canción encapsula todo lo perfecto sobre el pop de esa época. No puedo ser el único que piensa que Lady Gaga se inspiró en este clásico inmortal para su propio sencillo, ‘Alejandro’, ¿verdad?». Desde entonces varios críticos han señalado la inspiración para la canción de 2010.
La revista Rolling Stone, en 2014, la colocó número 16 en su clasificación de Las 20 canciones más importantes del verano: los años 1990.
En 2019 Billboard la ubicó en el puesto 168 de su ranking Top Songs of the '90s y Lindsey Fortier también la comparó con «Alejandro» de Gaga.
En 2021 BuzzFeed la clasificó canción en el puesto 22 de su lista de Las 50 mejores canciones del verano de los 90.

### Videoclip
El sueco Matt Broadley, quien había trabajado en los videos de «All That She Wants» y «Happy Nation», dirigió el videoclip. Fue filmado en Coconut Grove, un barrio de Miami, en diciembre de 1993 y el faro está ubicado en el Parque Estatal Bill Bags Cape Florida de la isla Cayo Vizcaíno.
Algunas partes del video están en blanco y negro, pero las escenas con Ace of Base están en color. Comienza con el grupo actuando dentro de una casa de playa Lovell y al final caminan por la orilla.
El videoclip fue subido a Youtube de manera oficial en enero de 2015 y llevaba registrado más de 33,2 millones de visualizaciones, hasta diciembre de 2022.

### Posicionamiento en listas
| Lista (1994)                           | Máxima posición |
| -------------------------------------- | --------------- |
| Alemania (Offizielle Deutsche Charts)  | 6               |
| Australia (ARIA)                       | 19              |
| Austria (Ö3 Austria Top 40)            | 8               |
| Bélgica (Flandes) (Ultratop 50)        | 13              |
| Canadá (RPM Top Singles)               | 1               |
| Canadá (RPM Adult Contemporary)        | 5               |
| Dinamarca (IFPI)                       | 4               |
| Escocia (Scottish Singles Sales Chart) | 8               |
| Estados Unidos (Billboard Hot 100)     | 4               |
| Estados Unidos (Adult Contemporary)    | 7               |
| Estados Unidos (Mainstream Top 40)     | 1               |
| Estados Unidos (Rhythmic)              | 6               |
| Estados Unidos (Cash Box Top 100)      | 1               |
| Europa (Eurochart Hot 100)             | 7               |
| Finlandia (Suomen virallinen lista)    | 3               |
| Francia (SNEP)                         | 17              |
| Islandia (Íslenski Listinn Topp 40)    | 10              |
| Nueva Zelanda (Recorded Music NZ)      | 8               |
| Países Bajos (Dutch Top 40)            | 7               |
| Países Bajos (Mega Single Top 100)     | 7               |
| Reino Unido (UK Singles Chart)         | 5               |
| Reino Unido Airplay (Media Monitor)    | 4               |
| Suecia (Sverigetopplistan)             | 11              |
| Suiza (Schweizer Hitparade)            | 14              |
| Lista (2018)                           | Máxima posición |
| Polonia (Polish Airplay Top 100)       | 86              |

| Lista (1994)                          | Posición |
| ------------------------------------- | -------- |
| Alemania (Offizielle Deutsche Charts) | 39       |
| Australia (ARIA)                      | 95       |
| Bélgica (Ultratop 50 Flanders)        | 85       |
| Canadá Top Singles (RPM)              | 15       |
| Canadá Adult Contemporary (RPM)       | 48       |
| Canadá Dance/Urban (RPM)              | 28       |
| Estados Unidos (Billboard Hot 100)    | 10       |
| Estados Unidos (Adult Contemporary)   | 34       |
| Estados Unidos (Cash Box Top 100)     | 1        |
| Europa (Eurochart Hot 100)            | 37       |
| Europa Border Breakers (M&M)          | 2        |
| Islandia (Íslenski Listinn Topp 40)   | 74       |
| Países Bajos (Dutch Top 40)           | 61       |
| Países Bajos (Single Top 100)         | 97       |
| Reino Unido Singles (OCC)             | 63       |
| Suecia (Sverigetopplistan)            | 52       |